# 심장 이식

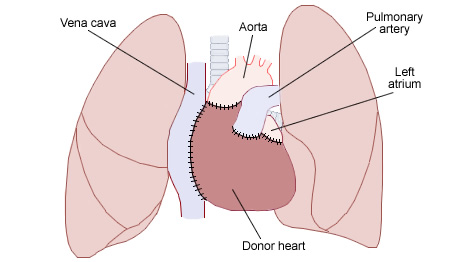

심장 이식(heart transplantation)은 다른 내과적 또는 외과적 치료가 실패했을 때 말기 심부전이나 중증 관상동맥 질환 환자에게 시행되는 외과적 이식 시술이다. 2018년 기준으로 가장 흔한 시술은 최근 사망한 장기 기증자(뇌사가 표준)로부터 양쪽 폐가 있거나 없는 정상 심장을 채취하여 환자에게 이식하는 것이다. 환자 본인의 심장을 제거하고 기증자의 심장으로 교체하는 정위 이식(orthotopic surgery)이나, 훨씬 드물게는 수혜자의 병든 심장을 그대로 두어 기증자의 심장을 지지하는 이위 이식(heterotopic transplant) 시술이 있다.
전 세계적으로 매년 약 3,500건의 심장 이식이 시행되며, 그중 절반 이상이 미국에서 시행된다. 수술 후 평균 생존 기간은 15년이다. 심장 이식은 심장 질환의 완치로 여겨지지 않으며, 오히려 수혜자의 삶의 질과 수명을 향상시키기 위한 생명을 구하는 치료법이다.

## 같이 보기
- 인공 심장
- 이종이식